# Kirche Neuendorf A

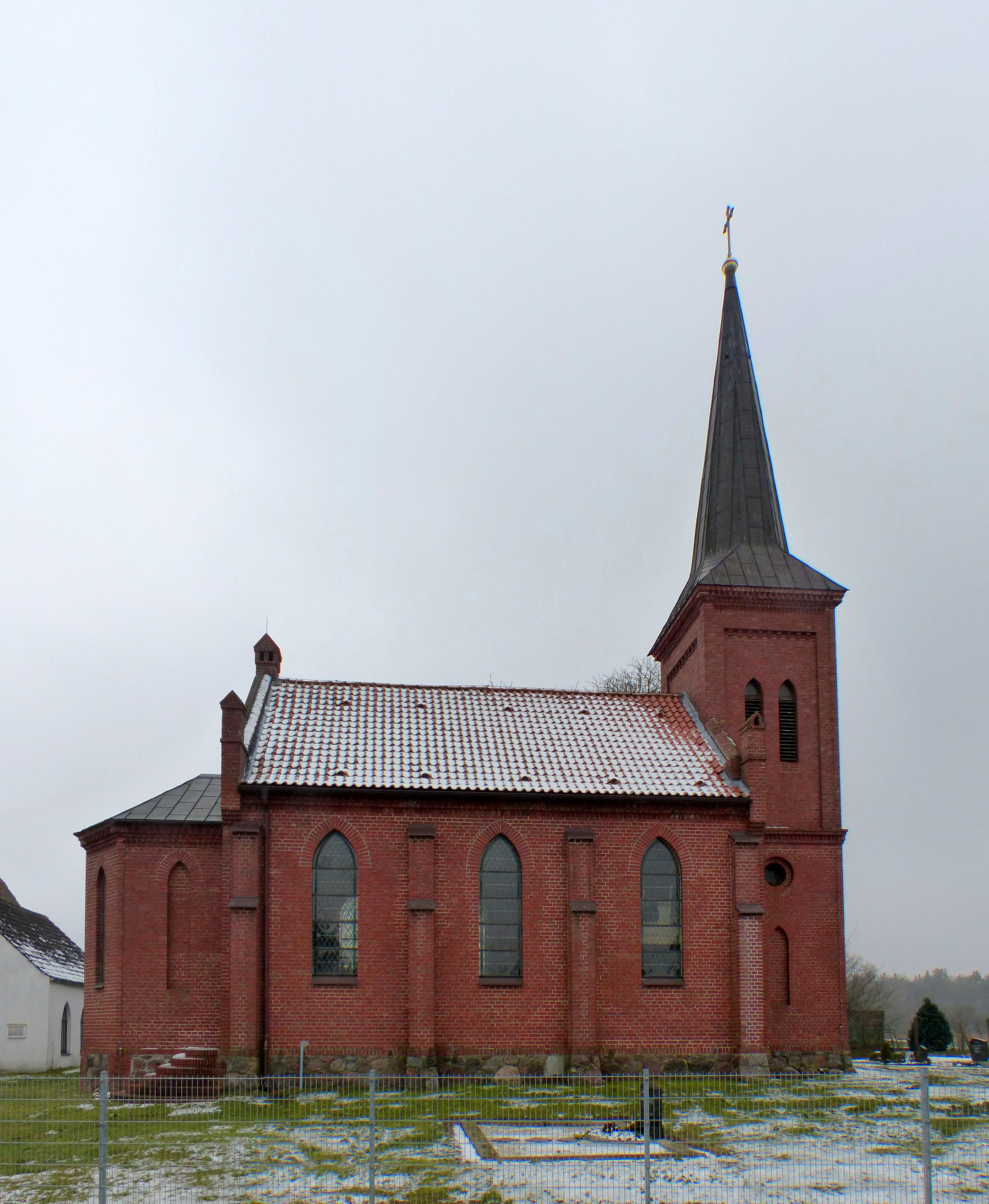
Kirche Neuendorf A

Die Kirche Neuendorf A ist ein Kirchengebäude im Ortsteil Neuendorf A der Gemeinde Ducherow im Landkreis Vorpommern-Greifswald. Sie gehört zur Kirchengemeinde Leopoldshagen in der Propstei Pasewalk des Pommerschen Evangelischen Kirchenkreises der Evangelisch-Lutherischen Kirche in Norddeutschland.
Die Kirche wurde 1892 im Auftrag des Gutsbesitzers Erich von Borcke (1843–1933) gebaut. Er ließ die Kirche zum Andenken an seine verstorbene Frau Agnes Freiin von Klot-Trautvetter (1857–1887) errichten und stiftete das Inventar.
Der neugotische rechteckige Backsteinbau hat einen polygonalen Ostschluss und einen eingezogenen quadratischen Westturm. Aus der Bauzeit ist die einheitliche neugotische Ausstattung einschließlich des Patronatsgestühls erhalten.
Marmortafeln sind den Gutsbesitzern Rudolf von Schwerin († 1881), Erich und Agnes von Borcke gewidmet. Im Chor befindet sich ein Epitaph für Albert von Borcke († 1918).
Die Orgel wurde in der Werkstatt von Barnim Grüneberg in Stettin gebaut.
Die Glocke ist älter als die Kirche. Sie wurde 1743 von Johann Heinrich Scheel in Stettin geschossen.